# جیمز کارتر (بازیکن فوتبال)
جیمز کارتر (انگلیسی: James Carter؛ زادهٔ) بازیکن فوتبال است.
از باشگاه‌هایی که در آن بازی کرده‌است می‌توان به باشگاه فوتبال پرستون نورث اند اشاره کرد.